# Lorius garrulus
El lori gárrulo (Lorius garrulus) es una especie de ave psitaciforme de la familia Psittaculidae endémica de las selvas de la provincia de Molucas septentrionales, Indonesia.

## Descripción
El lori gárrulo mide 30 cm de largo. Es principalmente rojo con una cabeza completamente roja y un pico naranja. Los anillos oculares son grises y los iris son de color rojo anaranjado. Las alas son principalmente verdes y el ángulo del ala es amarillo. Sus muslos son verdes. La cola tiene una punta de color verde oscuro. Tiene patas de color gris oscuro. Puede o no tener un área amarilla en la espalda dependiendo de la subespecie. 

## Subespecies
Se reconocen las siguientes subespecies:
- Lorius garrulus flavopalliatus Salvadori, 1877 - Kasiruta, Bacan, Obi y Mandiole
- Lorius garrulus garrulus (Linnaeus, 1758) - Halmahera, Widi y Ternate
- Lorius garrulus morotaianus (Bemmel, 1940) - Morotai y Rau

## Amenazas
El lori gárrulo está catalogado como especie vulnerable, debido a que su población disminuyó drásticamente por el comercio ilegal como mascotas y por la tala de árboles e incendios forestales que provocan la destrucción de hábitat.

## En la cultura popular
- Desde 2019, YouTube ha presentado un lori gárrulo parlanchín llamado "Velvet" de su casa en la India.[4]
- En mayo de 2021, un lori gárrulo llamado "Gumi" y perteneciente al ex diseñador de sonido de Capcom Hideaki Utsumi se convirtió en un meme de Internet, y el canal de YouTube de Utsumi ganó más de 200.000 suscriptores en agosto.[5]